# Stjärnesand
Stjärnesand (alternativ stavning Stjernesand eller Stjernsanden) är en herrgård i Boxholms kommun (Malexanders socken), Östergötlands län. Gården är från 1600-talet och blev säteri 1673

## Historik
Stjärnesand är herrgård belägen på Stjärnesandviken vid sjön Sommen i Malexanders socken, Göstrings härad. Gården hette 1636 Sanden och låg som frälshemman under Sommenäs. År 1673 räknades gården som säteri och ägdes fram till 1685 av Magdalena Christina Stierna. Sistnämnda år köpte majoren Gabriel Gyllenståhl säteriet och ägdes efter hans död vidare av kaptenen Gustaf Adolf Makeléer, som även var hans måg. År 1725 ägdes den av hans änka Hedvig Gyllenståhl som blev omgift med kommissarien Anders Wetterström. Hon såldes säteriet till sin måg majoren Karl Gustaf Gripensköld, som var ägare omkring 1760. Tillhörde 1786 hans son lagman Johan Gustaf Gripensköld, 1818 dennes brorson löjtnanten Gustaf Adolf Gripensköld och den sistnämndes måg fänriken Gotthard Theodor Pfeiff, till hälften vardera. År 1825 ägdes den av Johan Samuelsson och 1852 fältväbeln Lars Gustaf Gyllenhammar som var gift med Katrin-Marie Samuelsson. Han och hans barn sålden egendomen 1873 till brukspatron Carl Axel Napoleon Gyllenhammar för 31000 kronor.

## Byggnadsminnet Stjärnesands gård
Stjärnesands gård utgör ett typiskt exempel för hur mindre säterier i södra Östergötland ser ut. Byggnaderna har genomgått ett antal förändringar genom åren, 1820 uppfördes en ny huvudbyggnad. Den byggdes av delvis gammalt timmer från den äldre 1600-talsbyggnaden.
Av de två ursprungliga 1600-talsflyglarna står den ena kvar, medan den andra återuppfördes efter en brand 1877. 

## Ägare
- 1684: Hans Hillebrand (–1684)
- 1673–1685: Magdalena Christina Stierna
- 1685–1705: Gabriel Gyllenståhl (1640–1705)
- 1705–1706: Gustaf Adolph Makeléer (död 1706)
- Hedvig Gyllenståhl och Anders Wetterström
- 1760: Karl Gustaf Gripensköld (1692-1766)
- 1786–1791: Johan Gustaf Gripensköld
- 1818: Gustaf Adolph Gripensköld
- Gotthard Teodor Pfeiff
- 1825: Johan Samuelsson
- 1852: Lars Gustaf Gyllenhammar
- 1873: Carl Axel Napoleon Gyllenhammar

## Torp och stugor
- Gransjöstugan
- Sågstugan
- Allhelgona

### Skrickebacken
Skrikebacken nämns första gången 1750 och står då att den brukas under gården.

### Vastemålen
Nämns första gången 1708 och där Lars änka.

### Dämshult
Dämshult nämns först med det namnet 1753 och innan dess bara som en backstuga. Sara är den första som bor där.

### Carlstorp
Carlstorp nämns första gången 1760 och då bor Sven och hans hustru där.